# 配備
| ウィキペディアには「配備」という見出しの百科事典記事はありません（タイトルに「配備」を含むページの一覧/「配備」で始まるページの一覧）。 代わりにウィクショナリーのページ「配備」が役に立つかもしれません。 |